# Большие Дубравы (Костанайская область)
Большие Дубравы (каз. Большие Дубравы) — село в Сарыкольском районе Костанайской области Казахстана. Административный центр сельского округа Лесной. Находится примерно в 46 км к северо-востоку от районного центра, посёлка Сарыколь. Код КАТО — 396247100.

## Население
В 1999 году население села составляло 991 человек (486 мужчин и 505 женщин). По данным переписи 2009 года, в селе проживало 790 человек (387 мужчин и 403 женщины).